# Ludwig Fränkel (Autor)
Ludwig Julius Fränkel (* 24. Januar 1868 in Leipzig; † 1925 in Ludwigshafen) war ein deutscher Autor, Literaturhistoriker und Lehrer.

## Leben
Ludwig Fränkel, Sohn eines Großhändlers und Stadtverordneten, studierte an den Universitäten Leipzig und Berlin neuere Geschichte, germanische Philologie sowie Anglistik und wurde 1889 zum Dr. phil. promoviert. Seit dem Studium war er Mitglied sowie später Alter Herr des Akademisch-Neuphilologischen Vereins Leipzig (seit 1924 Burschenschaft Plessavia Leipzig im ADB).
Er war Autor der meisten literaturwissenschaftlichen Artikel in der 14. Auflage von Brockhaus’ Konversationslexikon. 1892 wurde er Sekretär des Germanischen Nationalmuseums in Nürnberg. 1893 legte er diese Stelle nieder, um Dozent an der Technischen Hochschule Stuttgart zu werden, wo er bis 1895 lehrte. 1897 wurde er Realschullehrer in München, 1922 Oberrealschulprofessor in Ludwigshafen.
Fränkel war Vorstand der Geschäftsstelle des Deutschen Schutzbundes für die Grenz- und Auslandsdeutschen sowie im Verein für das Deutschtum im Ausland und die Arbeitsgemeinschaft nationaler Verbände zu Mannheim aktiv. Für seine Mitarbeit im Kampf um die oberschlesische Volksabstimmung wurde er mit dem Schlesischen Adler ausgezeichnet.

## Schriften (Auswahl)
- Ludwig Uhlands Leben und Werke (= Meyers Volksbücher Nr. 1038). Bibliographisches Institut, Wien [um 1890].
- Shakespeare und das Tagelied. Ein Beitrag zur vergleichenden Litteraturgeschichte der germanischen Völker. Hannover 1893.
- Adolf Ebert, der Literaturhistoriker. Zugleich ein Beitrag zur Geschichte der neueren Philologie. München 1906.
- Otto von Corvin, ein deutscher Freiheitskämpfer in Wort und Tat. Seine wichtigsten politischen Reden, Aufrufe, sonstigen Kundgebungen und Briefe nebst den „Vaterländischen Gedichten“ u.a. Herausgegeben mit Einleitung und Erläuterungen. Rudolstadt 1912, OCLC 797288990.
- Maler Müllers Auferstehung. In: Beiträge zur Literatur- und Theatergeschichte: Ludwig Geiger zum 70. Geburtstage, 5. Juni, 1918, als Festgabe dargebracht. Behr, Berlin 1918, S. 75–100.